# Циппе, Гернот
Гернот Циппе (нем. Gernot Zippe, 13 ноября 1917, Варнсдорф — 7 мая 2008, Вена) — австрийский инженер-механик, один из создателей современной газовой центрифуги для обогащения изотопов урана.
Ранее аналогичными исследованиями в СССР занимался немецкий физик Фриц Фрицович Ланге, сбежавший из нацистской Германии.

## Биография
Родился в Австро-Венгрии в местечке Варнсдорф (ныне Чехия). Изучал физику в Вене, с 30 годов служил в военно-воздушных силах Германии как инструктор по полётам, а затем как инженер исследователь в области радаров и самолётных пропеллеров.
В 1945 году попадет в советский плен, в лагере для военнопленных его отбирают как специалиста, для работы в советской атомной программе.
Осенью 1945 года он был направлен в группу Штеенбека, которая разрабатывала центрифугу для обогащения урана на объекте НКВД «А» — НИИ-9 , впоследствии Сухумский физико-технический институт. B 1948—1952 этой группой была предложена оригинальная конструкция газовой центрифуги. Об условиях работы в те годы в Сухуми и достижениях по созданию к 1952 г. работающего стенда газовой центрифуги подробно описано в воспоминаниях Н. Ф. Лазарева, который в те годы будучи техником в группе Штеенбека тесно работал с Циппе. В 1952 г. группу переводят в Ленинград в ОКБ Кировского завода, где они должны были реализовать промышленный прототип и передать технологию советским инженерам ОКБ. В 1953 году их отстраняют от дальнейших работ по газовой центрифуге и отправляют в Киев на «карантин».
В 1956 году он возвращается в Вену. В поисках работы выходит на фирму Дегусса во Франкфурте-на-Майне, где вместе со своим бывшим коллегой Рудольфом Шеффлером продолжает работу по развитию газовой центрифуги.
В 1957 году работает в США в Университете штата Вирджиния. Попадает под колпак ЦРУ, ему предлагают остаться в США. Однако через полтора года он возвращается назад в Европу.
Патентует устройство — газовую центрифугу для обогащения урана, просит при этом согласия Штеенбека, что его не будет в соавторах — это было условием со стороны фирмы Дегусса. Штеенбек, находился в это время в ГДР, из лучших побуждений к своим бывшим сотрудникам, находившимся на этот момент в нужде и поисках работы, он даёт им такое согласие, о чём потом сожалел.
С 1960 года работал в промышленности, разъезжал по всему свету, вплоть до 80-летнего возраста увлекался планеризмом и летал. Его обвиняли в том, что он способствовал распространению ядерного оружия в мире, публикованием своего патента о газовой центрифуге, на что он отвечал — «это не моя проблема, это проблема мировой политики», приводя при этом примитивное, но доходчивое сравнение, перочинным ножиком ты можешь чистить картошку, а можешь отправить на тот свет не понравившегося соседа".
Мемуары Гернот Циппе вышли в свет уже после его смерти — «Rasende Ofenrohre in stürmischen Zeiten» , Ekkehard Kubasta Verlag, 2008

## Награды
- Награждён премией «Энергия» фонда Альфреда Круппа фон Болена (1977) за выдающийся вклад в развитие производства атомной энергии.
- Награждён австрийской медалью им. Вильгельма Экснера (1990)

Гернот Циппе был членом Международного Организационного Комитета международной Конференции «Процессы разделения в жидкостях и газах».